# Alexandre (football, 1979)
Pour les articles homonymes, voir Alexandre.
Alexandre Benedito Messiano, plus communément appelé Alexandre ou Alexandre Rotweiler est un footballeur brésilien né le 19 février 1979 à Brotas.

## Carrière
- 1995-1996 : Guarani FC  Brésil
- 1997 : Rio Branco EC  Brésil
- 1997-2004 : São Paulo FC  Brésil
- 2002 : SC Internacional  Brésil
- 2004-2005 : Vitoria Guimarães  Portugal
- 2005 : Atlético Mineiro  Brésil
- 2006 : SC Corinthians Alagoano  Brésil
- 2006-2007 : Académica de Coimbra  Portugal
- 2007 : SC Corinthians Alagoano  Brésil
- 2008 : EC Noroeste  Brésil
- 2009 : América FC  Brésil
- 2010 : EC Internacional  Brésil
- 2011 : Botafogo FC  Brésil